# St. Ulrich (Kevenhüll)

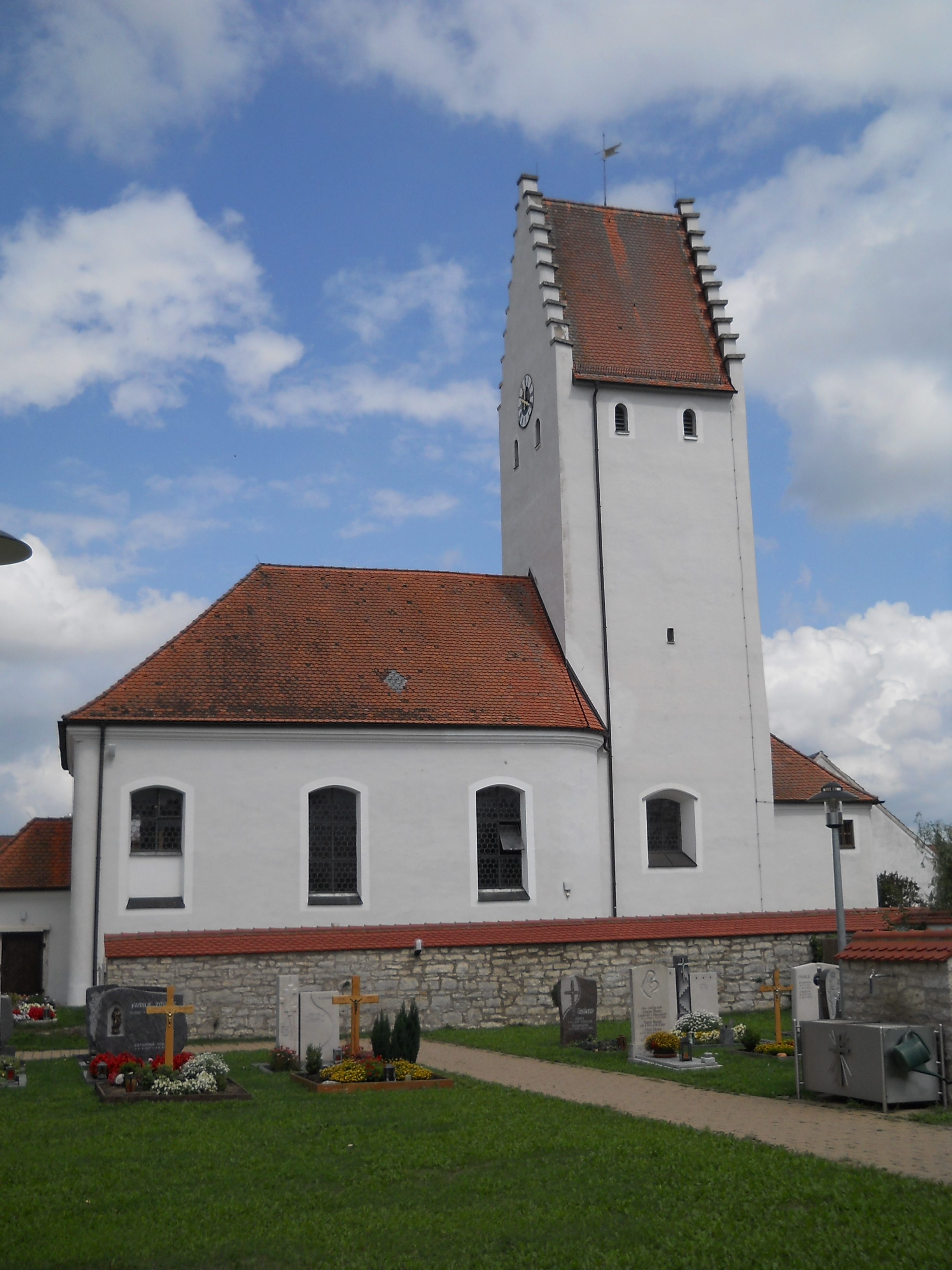
Pfarrkirche St. Ulrich in Kevenhüll

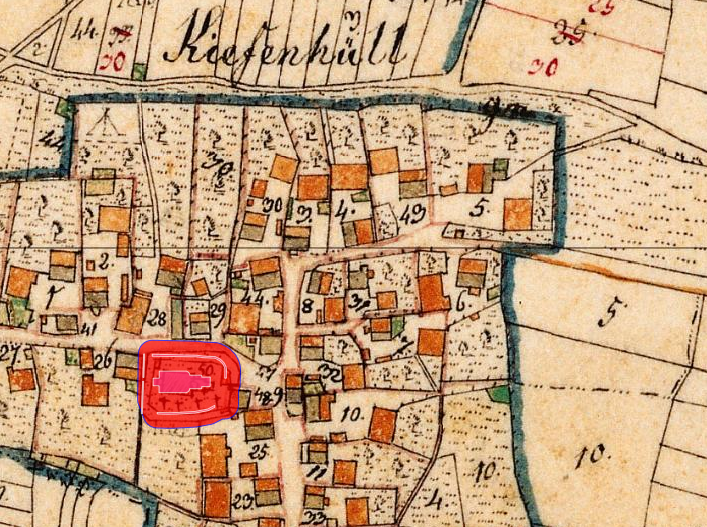
Lageplan von St. Ulrich (Kevenhüll) auf dem Urkataster von Bayern

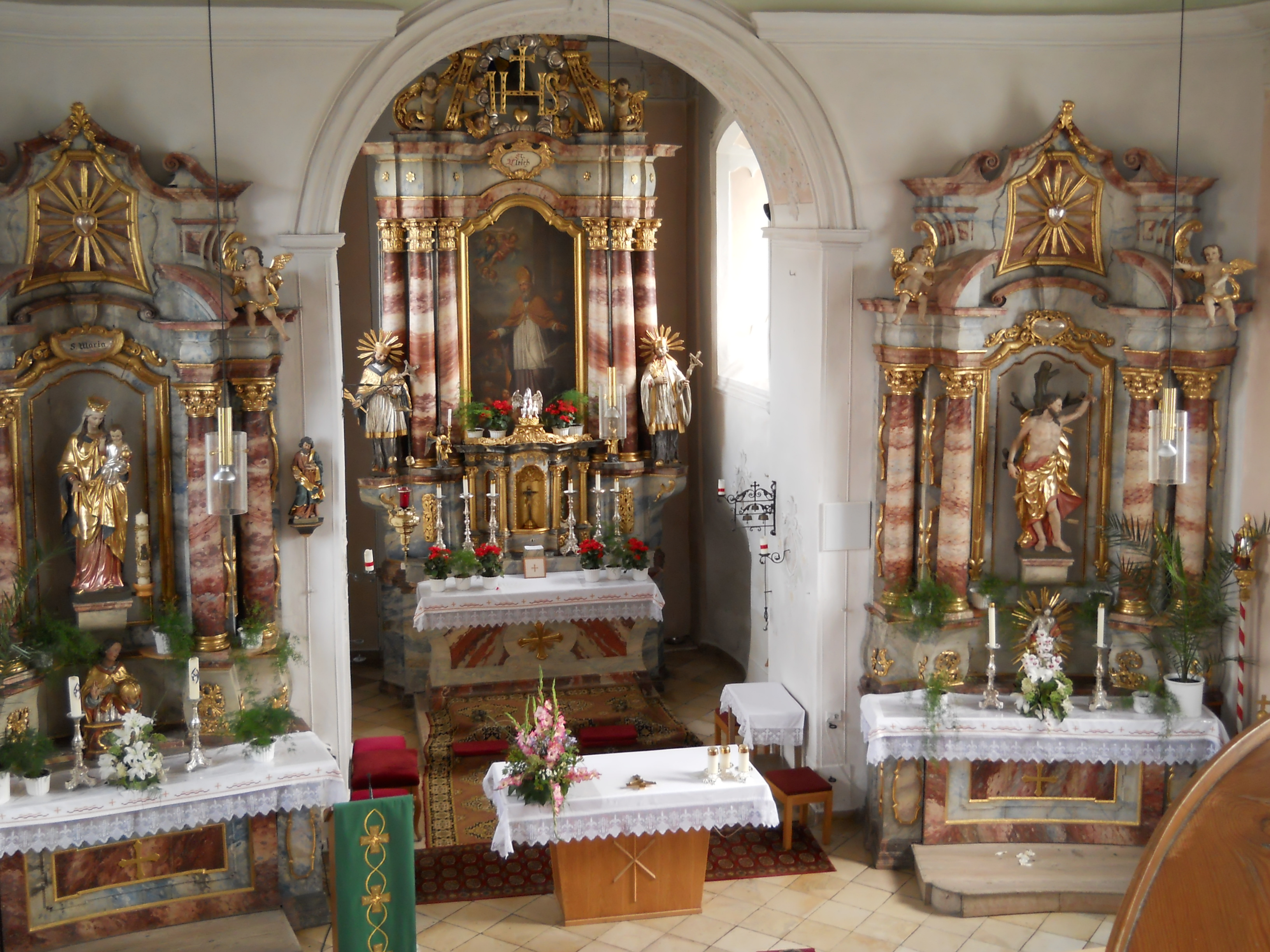
Barockaltäre

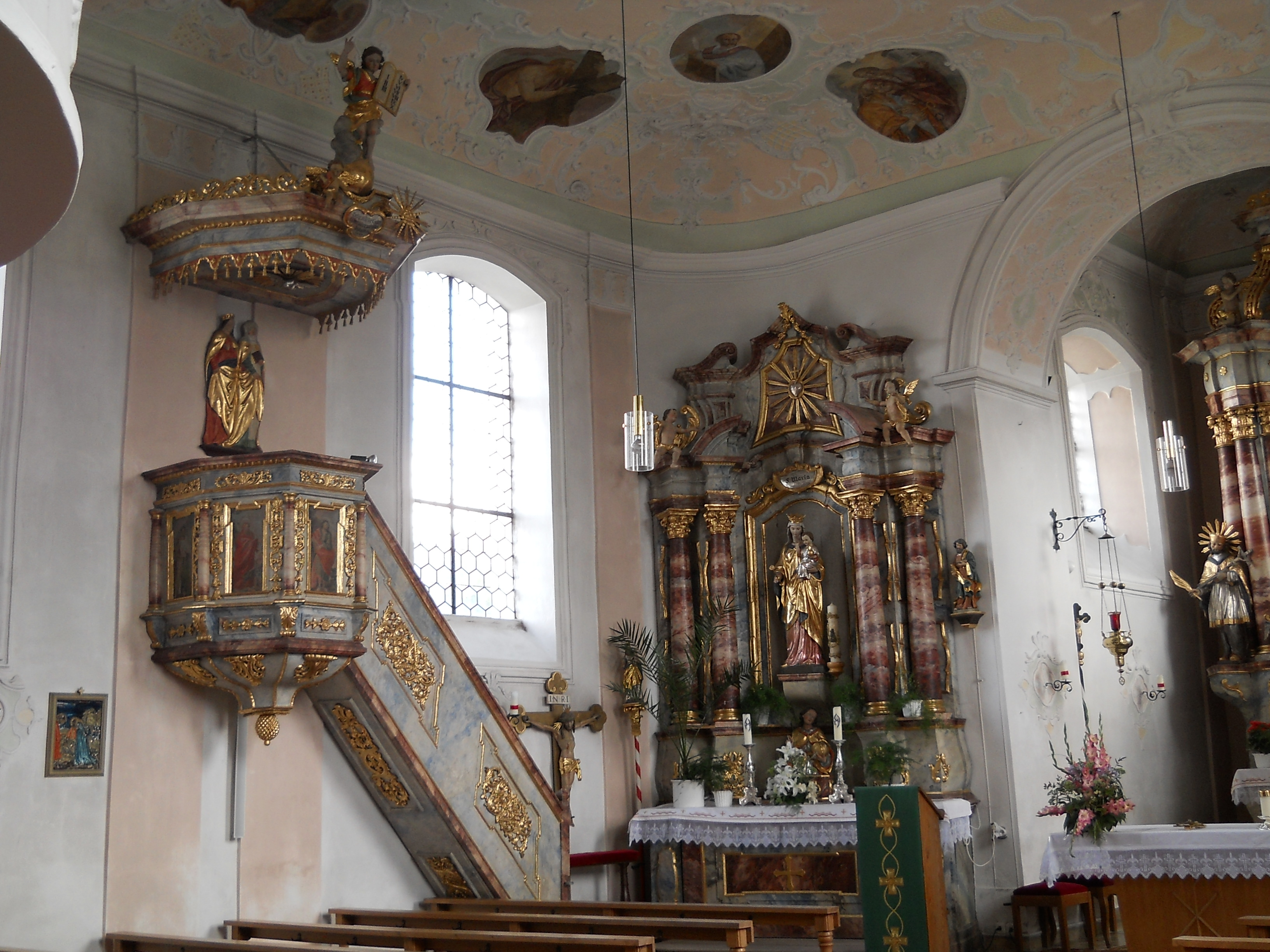
Der linke Seitenaltar und die Kanzel

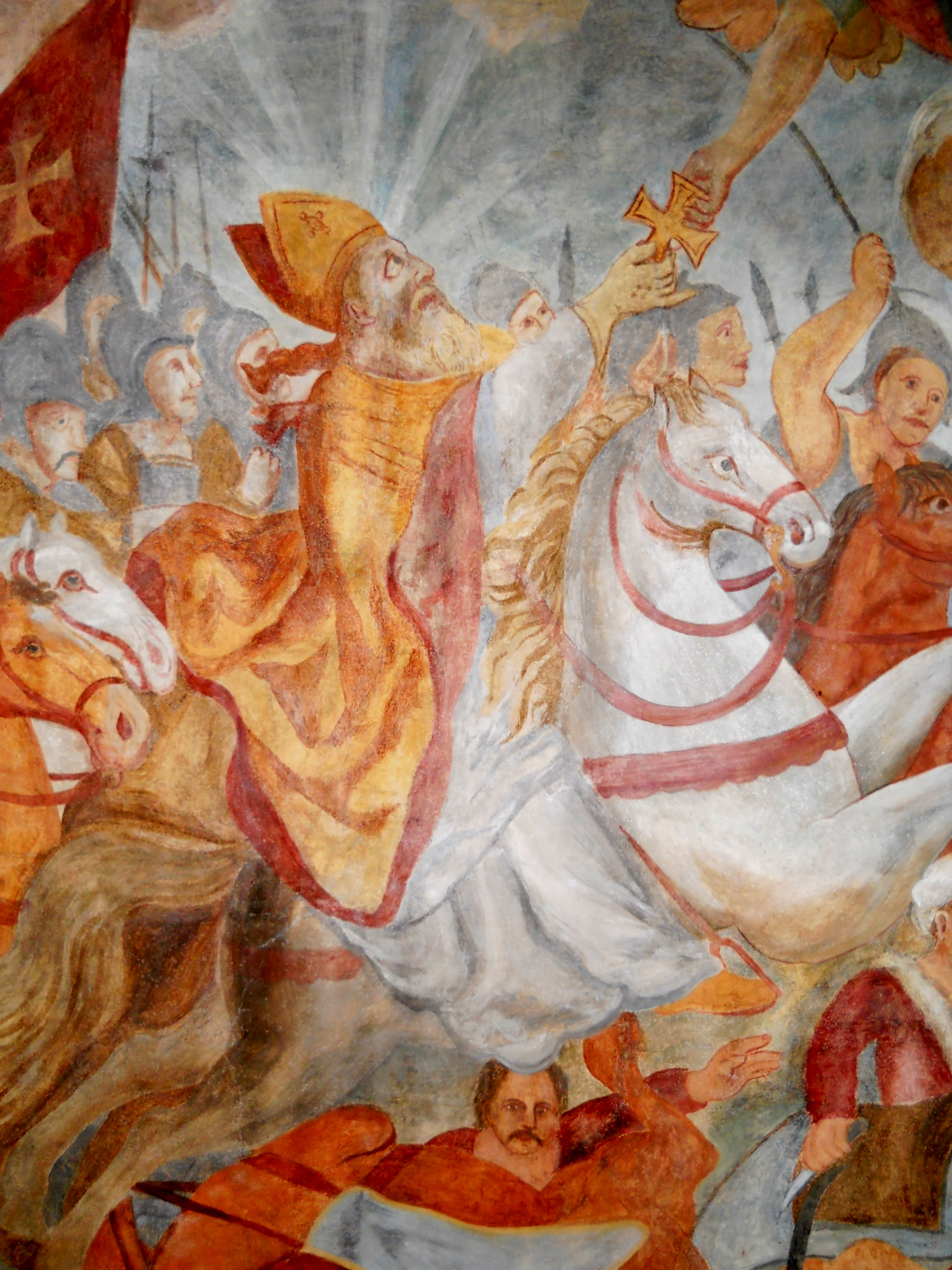
Der hl. Ulrich im Deckenfresko

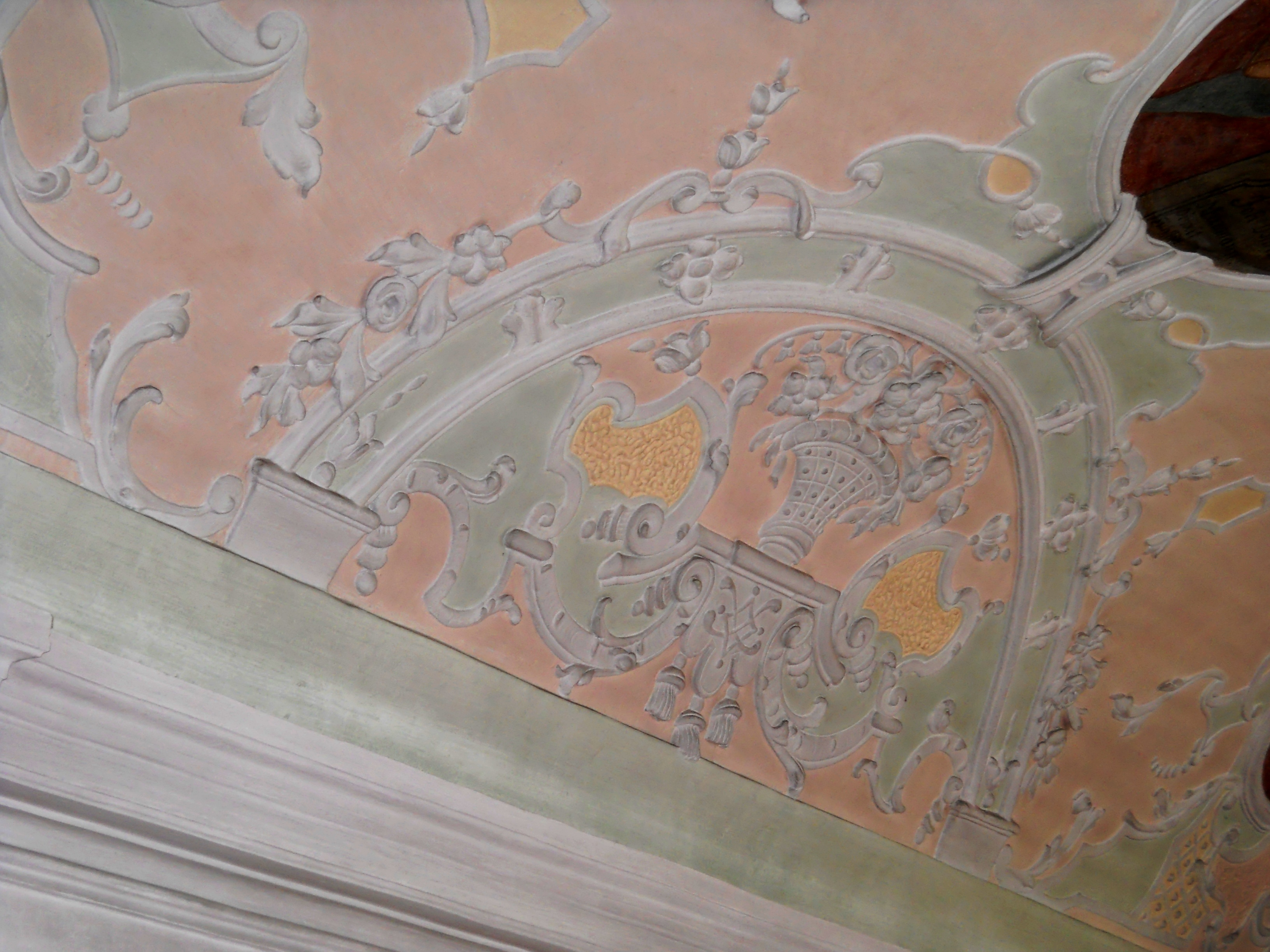
Detail des Deckenstucks

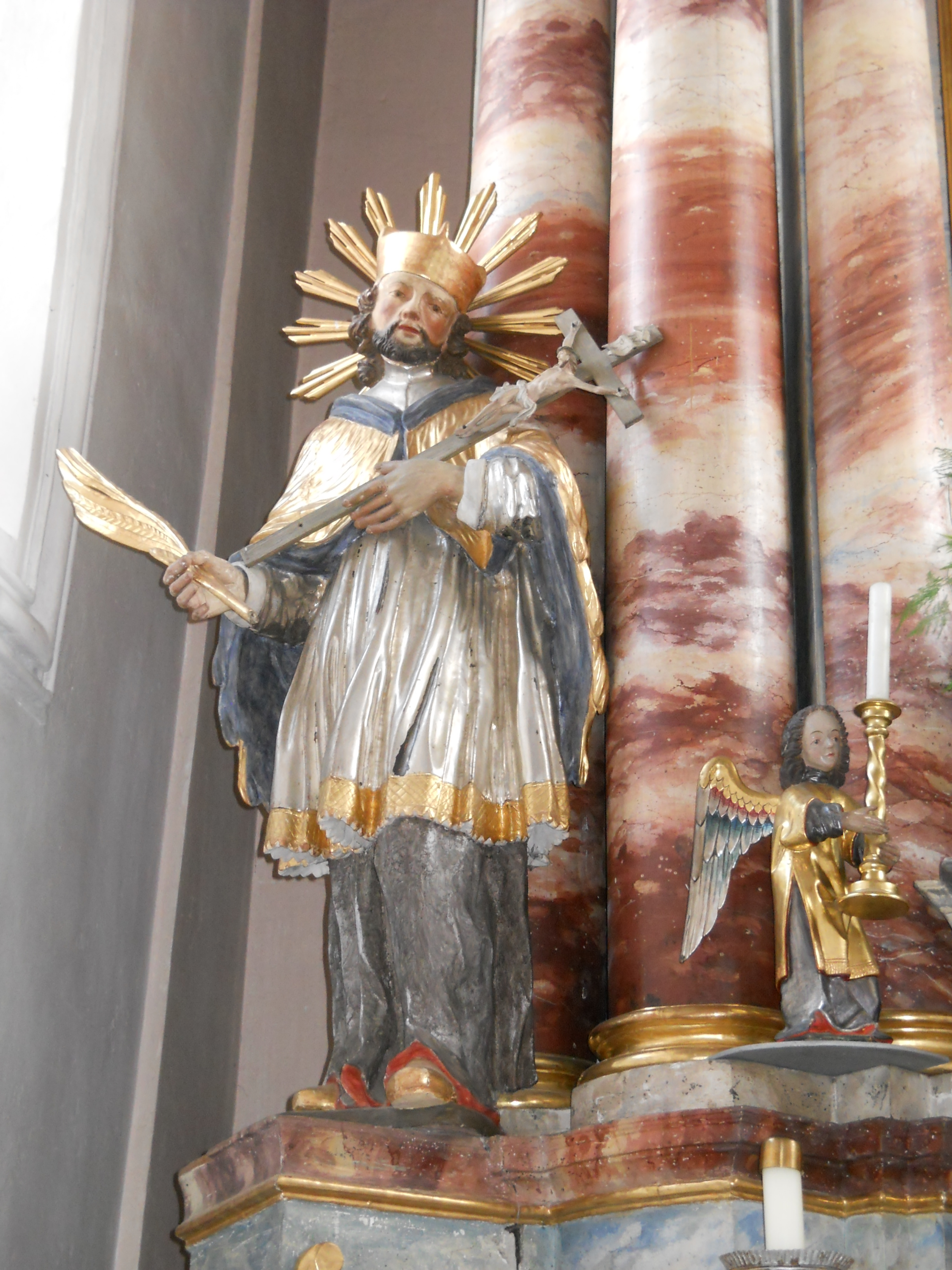
Nepomukstatue am Hauptaltar

Die katholische Pfarrkirche St. Ulrich befindet sich in Kevenhüll, einem Gemeindeteil der Stadt Beilngries im oberbayerischen Landkreis Eichstätt. Sie ist eine Barockkirche in einer ehemaligen Wehrkirchenanlage des Bistums Eichstätt. Die Anlage ist unter der Aktennummer D-1-76-114-130 als denkmalgeschütztes Baudenkmal von Kevenhüll verzeichnet. Ebenso wird sie als Bodendenkmal unter der Aktennummer D-1-6935-0011 im Bayernatlas als „mittelalterliche und frühneuzeitliche Befunde im Bereich der Kath. Pfarrkirche St. Ulrich“ geführt.

## Lage
Die Kirche steht in Ost-West-Ausrichtung in der Ortsmitte.

## Pfarreigeschichte
1072, in der Zeit der Romanik, weihte der Eichstätter Bischof Gundekar II. in Kevenhüll eine Kirche. Sie gehörte vermutlich dem Ortsadel und nahm wohl das Erdgeschoss des Wohn- und Wehrturms der Adelsfamilie ein (heute Kirchturm).
1406 ist von einer erneuten Kirchenweihe die Rede. 1408 wurde das Dorf mit seiner gotischen Kirche Filiale der Pfarrei St. Walburga in Beilngries, die dem Benediktinerkloster Plankstetten inkorporiert war. 1411 errichtete das Kloster in Kevenhüll eine Frühmesse; das Patronatsrecht hierfür bestätigte der bischöfliche Visitator Vogt im Jahr 1480. Als Frühmesser war ein Weltpriester eingesetzt. Ab 1496 hatte Kevenhüll quasipfarrliche Rechte. 1518 ist von einem Ottmaringer Pfarrwidum in Kevenhüll die Rede; der dortige Frühmesser versorgte seelsorgerlich auch Kevenhüll. Für 1636 und um 1678 ist jeweils ein Benediktinerpater von Plankstetten als Geistlicher für Kevenhüll genannt; die Pastorierung erfolgte vom Kloster aus. Mit dem Jahr 1642 beginnen die Kevenhüller Pfarrmatrikel. Ab 1713 übernahm ein Pater des Klosters Plankstetten die Seelsorge vor Ort; für ihn baute das Kloster einen Pfarrhof. Der Neubau der Kirche 1739/40 erfolgte unter Beteiligung des Klosters Plankstetten. Zwischen 1894 und 1899 erfolgte der Abbruch der Wehranlagen.
Nach der Säkularisation und der dadurch bedingten Auflösung des Klosters im Jahr 1806 betreute die Pfarrei bis 1829 ein Plankstetter Pater als Exkonventuale. Danach pastorierten Weltgeistliche die Pfarrkuratie Kevenhüll, die 1864 zur eigenständigen Pfarrei erhoben wurde. Seit 1968 wird die Pfarrei wieder vom Kloster Plankstetten seelsorgerlich betreut; im gleichen Jahr wurde ein neuer Pfarrhof erbaut.

## Die heutige Kirche
Die einschiffige Kirche mit westlichem Vorzeichen wurde 1739/40 im Barockstil unter Weiterverwendung des mittelalterlichen Turmes errichtet; die Einweihung erfolgte am 20. Juni 1752. Der ungegliederte Turm mit Staffelgiebel und Satteldach steht im Osten der Kirche und birgt im Untergeschoss den quadratischen Chor. Östlich des Chores befindet sich ein Sakristeianbau. Das rechteckige Langhaus mit drei Fensterachsen hat die Maße 9 × 15 Meter; seine Ecken sind nach innen abgerundet. Im westlichen Teil des Langhauses befindet sich die Orgelempore.
Die Zwingerummauerung des befestigten Friedhofs, von der noch Anfang des 17. Jahrhunderts die Kunde ist, besteht seit 1894/99 nicht mehr; der Friedhof ist seither einfach ummauert. Auch der einstige Torturm wurde abgetragen. Von den Gaden, den kleinen Vorratshäuschen, die sich innerhalb der Wehrkirchenanlage an den Bering anlehnten, sind ebenfalls keine Spuren mehr vorhanden. Außenrenovierungen der Kirche fanden 1971/72 und 1991/92 statt.

### Ausstattung
Chor und Langhaus der Kirche sind barock stuckiert mit Bandwerk und Blumenkörben. Die Decke des Langhauses weist zwei große sowie 16 kleinere medaillonförmige Fresken von 1749 auf. Sie wurden von Johann Dominikus Murmann unter Verwendung von Kupferstichvorlagen Johann Georg Bergmüllers gemalt. Spätere „verunstaltende Ausbesserungen“ wurden bei einer Innenrenovierung 1988/89 rückgängig gemacht. Die Deckenfresken zeigen die Aufnahme Mariens in den Himmel und den Kirchenpatron bei der Schlacht auf dem Lechfeld im Jahr 955. Die Medaillons stellen die Zwölf Apostel und die vier Kirchenväter Gregor, Hieronymus, Ambrosius und Augustinus dar.
Auch die Altäre mit ihren Schreinfiguren und die Kanzel sind barock. Der Hochaltar hat sechs Säulen; die Seitenaltäre mit je vier Säulen sind in ihrer Bauweise den abgerundeten Langhausecken angepasst. Das Hochaltarbild zeigt den Kirchenpatron mit Ulrichskreuz; die flankierenden Statuen stellen den hl. Franz Xaver (rechts) und den hl. Johannes Nepomuk (links) dar. Im Auszug, der von zwei Engeln flankiert wird, ist das Christusmonogramm „IHS“, umgeben von sieben Putten und von hinten beleuchtet von einem Buntglasfenster. Über dem Tabernakel nährt ein Pelikan seine Jungen – ein Symbol für die Eucharistie; rechts und links vom Tabernakel kniet je ein kerzenhaltender Engel. Die Seitenaltäre haben je vier Säulen; im rechten Altar steht eine Figur des hl. Sebastian, im linken eine gekrönte Madonna mit dem Jesuskind.
Die Seitenwände des Langhauses sind durch Pilaster gegliedert, die Fenster sind stuckumrahmt. Auf der Kanzel hängt an der Rückwand eine Reliefdarstellung der Heimsuchung Mariens aus dem Jahr 1520. Auf dem Schalldeckel zeigt ein Engel auf zwei Tafeln zehn römische Ziffern als Symbol für die Zehn Gebote. Im Kirchenschiff rechts hinten sind Figuren des hl. Florian und des hl. Wendelin angebracht; dazwischen hängt ein Gemälde, das die Errettung einer Seele aus dem Fegfeuer zeigt. Die Kreuzwegbilder malte 1967 Alfred Theiner aus Unterhaching. Die 1908 eingebaute und 1979 reparierte Orgel hat sieben Register.
Im Kirchturm hängen vier Glocken, drei Euphonglocken von 1950 sowie als kleinste die bronzene Ulrichsglocke, 1689 von Wolfgang Hieronymus Heroldt in Nürnberg gegossen.

### Sonstiges
1843 wurde eine Anbetungsbruderschaft „Herz Mariä“, 1908 eine Herz-Jesu-Bruderschaft gegründet. 1888 gründete die Pfarrei einen Paramentenverein. Seit 1974 wird das ehemalige Schulhaus als Kindergarten genutzt.